# Referèndum constitucional de Romania de 2018
El referèndum constitucional del 2018 a Romania va ser un referèndum dut a terme el dissabte 6 i el diumenge 7 d'octubre de 2018 per demanar als ciutadans romanesos que s'expressin per tal de modificar la definició de família prevista de l'article 48 de la Constitució romanesa per tal de fer que continuïn essent il·legals els matrimonis homosexuals. El referèndum va ser convocat arran d'una iniciativa legislativa popular impulsada per un grup anomenat Coalició per la família (Coaliția pentru Familie) el 2015, que va recollir més de tres milions de signatures per recolzar un referèndum (més de 500.000 signatures necessàries per iniciar un referèndum constitucional). Actualment la Constitució de la Romania defineix la família com el matrimoni lliure i de mutu acord «entre els cònjuges», però els promotors de la iniciativa referendaria volien esmenar-ho per tal d'establir que la família consisteixi només en la unió entre un home i una dona. La mesura faria llavors que els matrimonis del mateix sexe a Romania fossin inconstitucionals.
La pregunta va ser:

(romanès)
Sunteți de acord cu Legea de revizuire a Constituției României în forma adoptată de Parlament?
(català)
Esteu d'acord amb la Llei de revisió de la Constitució Romanesa en la forma adoptada pel Parlament?

La proposta de modificació va rebre el suport de gran part dels grups religiosos del país, com ara els pentecostals, l'Església Romanesa Unida a Roma, i l'Església Ortodoxa Romanesa, que va donar suport a la iniciativa a mitjans de gener del 2016. Va tenir el rebuig del president de la república Klaus Iohannis, que va considerar-ho fanatisme religiós, i de partits de l'oposició, com ara Unió Salva Romania, on es troba l'antic primer ministre Dacian Cioloș, que va demanar als seus seguidors no participar en el referèndum per la limitació de drets que implicava. Es va tractar del primer referèndum d'iniciativa popular en la història de la Romania des de la caiguda del règim comunista el 1989.

## Context

Situació legislativa a Europa el 2018:
Estats que accepten el matrimoni del mateix sexe
Estats que accepten les unions civils
Estats on la convivència no registrada és reconeguda
Estats on els matrimonis celebrats a l'exterior són reconeguts
Estats sense reconeixement o amb una situació legislativa ambigua
Estats on el matrimoni es defineix com «la unió entre home i dona»

El 1995 Romania era encara un dels tres països europeus que encara consideraven l'homosexualitat punible per la llei, amb penes d'entre 1 a 5 anys de presó. Només després del requisit d'entrada a la Unió europea i a causa de la forta pressió internacional, en el 1996, el primer paràgraf de l'article 200 del Codi Penal fou modificat, tot ia així continuant perseguint l'homosexualitat pública, considerada com font d'escàndol públic. A partir de l'any 2000, quan van començar a ser efectius els tractats d'adhesió a la UE, Romania va haver de desenvolupar progressos en l'harmonització de les seves lleis amb les de la legislació de la Unió europea, en particular demostrant que els drets humans de les minories no fossin violats. Per aquest motiu, el 2001 va emetre's una ordenança urgent per eliminar tot l'article 200 del Codi Penal, juntament amb altres tractaments discriminatoris que hi existien.
Ara per ara, Romania és un dels estats on no hi ha cap reconeixement legal a les parelles del mateix sexe. Això passa al mateix temps que fins a 15 estats europeus han modificat llur normativa tot permetent els matrimonis homosexuals. A aquests cal afegir 11 països més que reconeixen la fórmula d'unió civil. Per altra banda, les constitucions d'altres estats de l'Europa oriental (Armènia, Belarús, Bulgària, Croàcia, Geòrgia, Letònia, Lituània, República de Moldàvia, Montenegro, Polònia, Sèrbia, Eslovàquia, Hongria i Ucraïna) defineixen explícitament el matrimoni com la «unió d'un home i una dona».
Ja el 2009 el govern romanès promulgà un nou Codi Civil en què en el primer paràgraf de l'article 259 definia el matrimoni com «la unió lliurement acceptada entre un home i una dona», mentre que l'article 48 de la Constitució de Romania utilitzava el terme «cònjuges». Això darrer podia implicar una no restricció de gènere o del nombre de cònjuges, delegant la decisió de tal matèria al legislador, permeten teòricament així la legalització dels matrimonis homosexuals o la poligàmia sense necessitat d'esmenes constitucionals. Tot i que no s'havia presentat fins ara al Parlament cap proposta de matrimoni entre persones del mateix sexe, del 2008 al 2016 van presentar-se fins a cinc iniciatives de reglamentació de les unions civils, totes rebutjades o retirades pels promotors, a excepció d'una última, encara en discussió al Parlament.

### Cas Relu Adrian Coman i Robert Clabourn Hamilton contra Romania
El mes de desembre de 2012, el ciutadà romanès Relu Adrian Coman va demanar a l'inspectorat general per la immigració l'expedició d'un permís de residència per al seu marit nord-americà Robert Clabourn Hamilton, amb qui s'havia casat legalment a Bèlgica. Les autoritats romaneses van rebutjar concedir-li el dret de residència, atès que Hamilton no podia ser qualificat a Romania com «marit» d'un ciutadà de la Unió, perquè Romania no reconeix els matrimonis entre persones del mateix sexe; per tant, Clai Hamilton no podia residir legalment a Romania per períodes superiors a tres mesos. Després de l'inici de la causa, el desembre de 2015, el 5è tribunal del districte va plantejar la qüestió de legitimitat constitucional de l'article 277, paràgraf 2 i 4 del Codi Civil romanès que veta el reconeixement dels matrimonis entre persones del mateix sexe celebrats a l'estranger. Després de la quarta rèplica, el tribunal constitucional va portar la qüestió al Tribunal de justícia de la Unió Europea.
El juny de 2018 el Tribunal de justícia de la Unió Europea va decidir que una parella casada composta per dues persones del mateix sexe és reconeguda com a tal a qualsevol país de la Unió europea, per extensió de la llibertat de moviment i que, tot i que els estats membres poden ser lliures d'autoritzar o no el matrimoni homosexual, no poden impedir la llibertat de residència d'un ciutadà de la Unió no autoritzant la residència del seu cònjuge extracomunitari.

### Requisits del referèndum
D'acord amb els articles 2 i 90 de la constitució romanesa, com també amb els articles 1 i 5 de la llei electoral núm. 3 del 22 de febrer 2000, esmenada el 2013, un referèndum com aquest per tal de ser declarat vàlid necessita que el total de vots favorables arribi a la majoria absoluta (50% +1) del sufragi emès. També cal que el total de vots vàlids arribi a un quòrum del de 25% dels cens, afegint-hi una participació mínima del 30%.

## Resultat
A l'espera de la participació de la diàspora, la participació a Romania va ser del 20,41% (inferior al 30% mínim necessari) i, per tant, la proposta no tiraria endavant.